# På äventyr med Sharkboy och Lavagirl
På äventyr med Sharkboy och Lavagirl (The Adventures of Sharkboy and Lavagirl in 3-D) är en amerikansk äventyrsfilm från 2005 av Robert Rodríguez.

## Handling
Filmen handlar om Max som fantiserar ihop en värld. Han skapar Sharkboy som är uppfostrad av hajar, och Lavagirl som föddes på en vulkan. Senare, blir hans fantasier verklighet och en tornado skapad av Sharkboy och Lavagirl kommer för att ta med honom till hans fantasiplanet. Där får de kriga mot Herr Electric och hans hantlangare för att återta planeten.

## Rollista
| Roll                            | Skådespelare     | Svensk röst             |
| ------------------------------- | ---------------- | ----------------------- |
| Sharkboy                        | Taylor Lautner   | Oskar Nilsson           |
| Lavagirl                        | Taylor Dooley    | Emelie Clausen          |
| Max                             | Cayden Boyd      | Hugo Paulsson           |
| Herr Electricidad/Herr Electric | George Lopez     | Lars Dejert             |
| Linus/Minus                     | Jacob Davich     | Emil Smedius            |
| Marissa/Isprinsessan            | Sasha Pieterse   | Mikaela Ardai Jennefors |
| Tobor                           | George Lopez     | Dan Bratt               |
| Max mamma                       | Kristin Davis    | Louise Hoffsten         |
| Max pappa                       | David Arquette   | Kristian Ståhlgren      |
| Lug                             | Rocket Rodriguez | Eddie Hultén            |

- Dialogregissör – Dan Bratt
- Översättning – Mikael Nilsson
- Inspelningstekniker – Gabriele Melin, Magnus Veigas
- Studioproducent – Svend Christiansen
- Svensk version producerad av Sun Studio A/S[1]